# Healey Willan

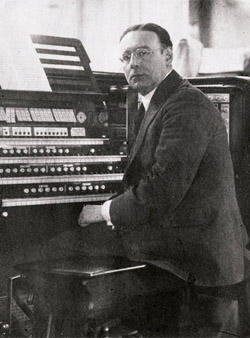
Healey Willan

James Healey Willan (* 12. Oktober 1880 in Balham, Vereinigtes Königreich; † 16. Februar 1968 in Toronto/Ontario) war ein kanadischer Komponist, Chordirigent, Organist und Musikpädagoge.

## Leben
Willan besuchte die St Saviour's Choir School in Eastbourne, wo er Unterricht in Klavier und Orgel, Harmonielehre und Kontrapunkt hatte und bald als Chorsänger und -dirigent sowie Schulbibliothekar tätig war. Nach Abschluss der Schule 1895 nahm er Orgelunterricht bei William Stevenson Hoyte, dem Organisten der Londoner All Saints Church, und Klavierunterricht bei Evlyn Howard-Jones. Bis 1913 wirkte er als Organist an verschiedenen Kirchen und bei der St Cecilia Society (1895–1900) und Dirigent bei der Wanstead Choral Society (1904–06) und der Thalian Operatic Society (1916).
1913 wanderte Willan nach Kanada aus, um die Nachfolge von Humfrey Anger als Leiter des Departments für Musiktheorie am Toronto Conservatory of Music anzutreten. Zugleich übernahm er eine Kantorenstelle an der St Paul's Anglican Church. 1914 wurde er Dozent an der University of Toronto, deren Hart House Theatre er von 1919 bis 1925 leitete. Von 1920 bis zu seiner Entlassung 1936 war er Vize-Prinzipal des TCM. 1921 übernahm er die Stelle des Organisten und Chorleiter an der anglikanischen St Mary Magdalene Church, die er bis zu seinem Tode innehatte.
Fünfzig Jahre lang war Willan Mitglied des Arts and Letters Club of Toronto, dessen Präsident er 1923 war. Zweimal (1922–23 und 1933–35) leitete er das Royal Canadian College of Organists. Von 1932 bis 1964 war er Organist der University of Toronto, wo er sich als hervorragender Konzertorganist bewährte. Von 1933 bis 1939 leitete er die Tudor Singers, einen Chor für Renaissancemusik.
Von 1937 bis 1950 unterrichtete Willan an der University of Toronto Kontrapunkt und Komposition, daneben gab er Gastvorlesungen an der University of Michigan (1937–38) und an der University of California at Los Angeles (1949). 1943 wurde er Vorstandsmitglied des British Organ Restoration Fund, dessen Ziel die Wiederherstellung der Orgel der Kathedrale von Coventry war. 1950 wurde er Direktor der Gregorian Association of Toronto. Die Canadian League of Composers nahm ihn 1955 als Ehrenmitglied auf. 1967 wurde er als Companion des Order of Canada ausgezeichnet. Zu seinem 100. Geburtstag brachte die kanadische Post eine Briefmarke mit seinem Porträt heraus. Neben Emma Albani war er der erste kanadische Musiker, der auf diese Weise geehrt wurde.
Willan komponierte über 850 Werke, darunter neben Opern, sinfonischen Werken und Kammermusik zahlreiche kirchenmusikalische Orgel- und Chorwerke. Zu seinen zahlreichen Schülern zählten u. a. die Musiker Ewart Bartley, Howard Brown, Muriel Gidley, Ida Krehm, Glenn Kruspe, Horace Lapp, Scott Malcolm, George Maybee, Adelmo Melecci, Stanley Osborne, David Ouchterlony, Charles Peaker, John Ronan, Margaret Sargent, Frederick C. Silvester, Ernest White und Michael Winesanker und die Komponisten Gerald Bales, F. R. C. Clarke, Margaret Drynan, Robert Fleming, Patricia Blomfield Holt, Walter MacNutt, Godfrey Ridout, Louis Applebaum, John Beckwith, Kelsey Jones, William McCauley, Kenneth Peacock, Eldon Rathburn und John Weinzweig. Willan war mit der Pianistin und Musikpädagogin Gladys Willan verheiratet. Seine Tochter Mary Willan Mason war Gründungsmitglied der Junior Vogt Society und von 1975 bis 1982 Direktorin der Ontario Choral Federation.
Die kanadische Bundesregierung ehrte Willan am 13. Juni 1984 für sein Werk sowie Wirken und erklärte ihn zu einer „Person von nationaler historischer Bedeutung“.

## Werke
- Trio in B Minor für Klaviertrio, 1907
- Prelude and Fugue für Orgel, 1908
- Prelude and Fugue für Orgel, 1909
- Variations and Epilogue on an Original Theme für Klavier, 1913–15
- Introduction, Passacaglia and Fugue für Orgel, 1916
- Sonata No. 1 für Violine und Klavier, 1916
- Sonata No. 2 für Violine und Klavier, 1921
- The Mystery of Bethlehem, Kantate, 1923, 1951
- Six Motets, 1924
- The Beggar's Opera, 1928
- The Order of Good Cheer Oper nach Louvigny de Montigny, 1928
- The Three Kings für gemischten Chor, 1928
- Rise Up, My Love, My Fair One für gemischten Chor, 1929
- Red Carol Book für gemischten Chor unisono und Klavier, 1930
- Behold the Tabernacle of God für gemischten Chor, 1933
- Symphony No. 1, 1936
- Hymn for Those in the Air, Schauspielmusik, 1942
- Piano Concerto, 1944
- Symphony No. 2, 1948
- Royce Hall Suite for Concert Band, 1949
- Gloria Deo per immensa saecula für gemischten Chor, 1950
- Overture to an Unwritten Comedy, 1951
- Coronation Suite für Chor und Orchester, 1952
- O Lord, Our Governor für Chor und Orchester, 1953
- The Story of Bethlehem für gemischten Chor und Orgel, 1955
- Rondino, Elegy and Chaconne für Orgel 1956
- Five Pieces for Organ, 1958
- Three Fanfares für vier Trompeten, drei Posaunen und Pauken, 1959
- Poem for Strings, 1959
- Fugal Trilogy für Orgel, 1959
- Passacaglia and Fugue für Orgel, 1959
- Carols for the Seasons für Frauenchor, 1959
- Canadian Psalter, 1963
- Anthem for the Centennial of Canadian Confederation für Chor und Klavier, 1966